# Innokenti Lopatine
Pour les articles homonymes, voir Lopatine.
Innokenti Alexandrovitch Lopatine, né le 21 janvier 1839 à Krasnoïarsk où il est mort le 15 novembre 1909, est un ingénieur minier russe, industriel, voyageur, géographe et géologue, explorateur de la Sibérie et de l'Extrême-Orient.

## Biographie
Né à Krasnoïarsk dans la famille d'un propriétaire terrien de Penza venu en Sibérie pour extraire de l'or, sa mère est une cousine de Vissarion Belinski. Il passe son enfance dans sa ville natale.
En 1852-1860, il étudie à l'École des mines de Saint-Pétersbourg.
Après avoir obtenu son diplôme de l'institut, Lopatine entre au service en tant que fonctionnaire du département des mines de la Direction principale de la Sibérie orientale. Il mène alors de nombreuses expéditions. Ainsi, en 1862 il explore l'embouchure de la rivière Selenga pour y étudier les conséquences du tremblement de terre qui vient d'avoir lieu. En 1863, il part à la recherche de gisements d'or en Extrême-Orient mais n'en trouve pas. Il trouve malgré tout un important gisement de lignite à Primorye, pour lequel il reçoit une récompense.
En 1864, il mène une expédition sur le Vitim, qui le rend célèbre dans les milieux scientifiques. Il est le premier à donner des informations sur la structure géologique du plateau de Vitim et découvre plusieurs zones aurifères. Il présente alors un plan pour leur développement. Deux ans plus tard, il effectue un voyage à Touroukhansk avec Friedrich Schmidt sur les instructions du Département sibérien de la Société géographique. Ils étudient le cours inférieur de l'Ienisseï et la côte du golfe de l'Ienisseï et découvrent des gisements de cuivre. Pour les expéditions Turukhansk et Vitim, Lopatine reçoit l'Ordre de Saint-Vladimir de 4e classe.
Il mène en 1867-1868 une longue expédition à Sakhaline où il trouve des gisements de charbon et donne des descriptions détaillées de nombreuses zones de l'île. En 1870, il fouille les environs de Minoussinsk pour la Société impériale russe d'archéologie et récolte de nombreux objets de l'âge du bronze conservés de nos jours au Musée de l'Ermitage. En 1873, il explore le cours supérieur du Ienisseï.
En 1874, il explore le cours inférieur de l'Angara, en 1875 la Tchoulym dans le but d'élaborer des recommandations scientifiques pour la construction du canal Ob-Ienisseï, en 1876, l'Abakan avec Schmidt pour étudier les fossiles dans les dépôts crétacés du lac Beyskoye et en 1877 une nouvelle expédition sur l'Ienisseï sur les instructions de l'Académie russe des sciences. Lopatine est le premier à souligner les grandes perspectives du gisement de cuivre-nickel de Norilsk.
En 1870, il est atteint par des problèmes pulmonaires chroniques et est contraint de prendre sa retraite et de s'installer à Krasnoïarsk. Dans le même temps, il ne quitte pas l'activité scientifique, se consacre à l'archéologie et gère également les travaux dans les mines.
Dans les années 1880, il est contraint de vivre dans un domaine familial de la province de Penza, ne venant à Krasnoïarsk qu'en cas de nécessité. Il voyage alors souvent à l'étranger pour se faire soigner.
Sa visite à Krasnoïarsk en 1909 est sa dernière. Revenant des mines à la ville, il tombe gravement malade et meurt.

## Postérité
En mémoire de I. A. Lopatin, plusieurs objets sur Sakhaline ont été nommés : le mont Lopatina, le plus haut sommet de l'île, le cap Lopatina dans l'arrondissement urbain de Nevelsk, la rivière Lopatinka dans l'arrondissement urbain de Nevelsk et la rivière du même nom dans l'arrondissement d'Ouglegorsk ainsi que les villages de Lopatino dans le district urbain de Nevelsk et Lopatino dans le district urbain de Tomari et le Carabus lopatini (en).